# Happily N'Ever After
Happily N'Ever After (Érase una vez... un cuento al revés en España; Colorín Colorado, este cuento no ha acabado en Hispanoamérica) es una película de animación por computadora coproducción de Estados Unidos, Canadá, Alemania y Reino Unido de 2006 basada en diferentes cuentos de hadas, principalmente enfocándose en la historia de La Cenicienta, dirigida por Paul J. Bolger e Yvette Kaplan. El título es una variación de la clásica frase con la que terminan los cuentos.
En versión original cuenta con las voces de Freddie Prinze, Jr., Sarah Michelle Gellar, Sigourney Weaver, George Carlin, Michael McShane, Andy Dick, Patrick Warburton and Wallace Shawn.

## Argumento
En la Tierra de los Cuentos de Hadas todos los personajes siguen sus historias para tener su final feliz deseado, sin embargo, todos ellos desconocen que todo esto se debe a que en la torre más alta del castillo del príncipe se encuentra el taller mágico del Mago, el guardián de mantener estable la balanza del bien y del mal, teniendo un libro lleno de cuentos y de como deben terminan y vigilando todo a través de una bola de cristal, el Mago junto con sus dos asistentes, Mock (el responsable) y Mambo (irresponsable), se encargan de que los finales felices llegan a los héroes del mundo.
El Mago decide irse de vacaciones, dejando todo a cargo de sus asistentes y entregando su cetro mágico a Mock, quien abre el portal para que el Mago se pueda retirar, antes de irse, el Mago les informa que se mantengan pendientes de la Cenicienta, ya que el baile del príncipe es esa noche.
Cenicienta, más conocida como Ella, vive soñando con el príncipe, Rick, un trabajador en el castillo y amigo de Ella le entrega las invitaciones al baile, sin embargo, su madrastra malvada, Frida, se las quita y le informa de toda su lista de tareas antes del baile, Rick le dice a Ella que se defienda, pero ella no lo hace por temor, Frida echa a Rick, diciéndole que no es su príncipe.
La noche del baile, Mambo provoca un desastre en el taller, obligando a Mock a utilizar el cetro, haciendo que Frida se de cuenta de ello y suba al taller a investigar.
Ella llega al baile después de la visita de su Hada Madrina, quien le informa que el hechizo se romperá a medianoche.
Frida llega al taller y descubre a los asistentes con el cetro, Mock la amenaza, sin embargo falla con el hechizo, que rebota en las paredes y da a una alfombra que comienza a volar con Mock y Mambo en ella, Frida sujeta el cetro e impulsa la alfombra a la ventana, Frida descubre como funciona y lanza una estela mágica a la alfombra, que se incendia y hace caer a Mock y Mambo en el bosque. Frida descubre también la función de la bola de cristal y la balanza del bien y del mal, haciendo que varios cuentos terminen mal, hojeando el libro, encuentra la historia de Cenicienta, descubriendo que al final Ella gana y ella y sus hijas se quedan sin nada, usando la bola, mira a Ella bailando con el príncipe, salen del castillo y cuando están a punto de compartir un beso, Frida inclina la balanza del mal lo que provoca que el vestido de Ella desaparezca antes de la medianoche, dejando solo la zapatilla de cristal, el príncipe, que en realidad se muestra torpe, sale corriendo sin saber que Ella es la dueña del zapato.
Frida, decide utilizar el poder del cetro para llamar a los villanos de los cuentos e informarles sobre sus planes de hacer que todos los cuentos tengan finales trágicos, los villanos se apoderan del castillo y Ella decide ir a buscar al príncipe con la esperanza de que derrote a Frida. Esto molesta a Rick y decide dejarla sola en esto.
Ella se encuentra con Mock y Mambo y deciden unir fuerzas para encontrar al príncipe y derrotar a Frida, todo siendo escuchado por Rumpelstilsking, quien informa a Frida y envía a los villanos a capturar a Ella. Rick oye todo esto y roba una escoba de bruja para ayudar a Ella.
El trío es perseguido en el bosque, pero se encuentran con los siete enanos quienes los ayudan a combatir contra los villanos, Rick llega y salva a Ella, Mock y Mambo, sin embargo la escoba se estrella y Rick propone que él va a ir a buscar al príncipe, Ella empieza a tener dudas sobre sus sentimientos, debido a que se ha empezado a enamorar de Rick, Rick encuentra al príncipe y le informa que Ella es en realidad la chica de la zapatilla.
Sin embargo, Frida, al ver que los villanos no pudieron capturar a Cenicienta, toma otra escoba y va en su búsqueda, los logra encontrar y en el filo de un acantilado, captura a Cenicienta y se la lleva al castillo, el príncipe trata de rescatarla, pero es vencido por los villanos.
Rick, Mock y Mambo entonces se infiltran en el castillo y se dirigen a combatir a Frida.
Ella despierta en el taller del mago, Frida, utilizando el cetro tortura a Ella, sin embargo, Rick llega y distrae a Frida, Mock y Mambo tratan de restaurar las balanzas, pero Frida los descubre y ataca, Frida abre una brecha en el suelo causando que Ella y Rick terminen colgando, Frida intenta hacer que caigan pero Mambo la empuja, sin embargo, Mock descubre que aún tiene el cetro, lo cual usa Frida para regresar a la superficie, intenta atacar a Ella, pero Rick se interpone y es sumido en un sueño profundo, Frida amenaza a Ella con el centro, viéndose atrapada, comienza a subir las escaleras por donde se abre el portal, sin embargo, cansada de su propio temor, Ella comienza a pelear con Frida intentando quitarle el cetro, por accidente, Frida lanza un rayo que abre nuevamente el portal, Ella pisa a Frida y la golpea, lo que hace que se aturda un segundo, lo cual aprovecha Ella para quitarle el cetro y lanzarlo lejos, con el cetro libre del control de la madrastra, rompe el hechizo de sueño sobre Rick, Ella golpea a Frida en la cara, lo que la hace retroceder y caer por el portal.
Al final, Mock y Mambo vuelven a poner en equilibrio las balanzas, los villanos fueron derrotados y el Mago regresa, sin saber nada de lo ocurrido durante su ausencia, Ella por fin decide casarse con Rick, y ambos deciden vivir por fin su Felices Para Siempre.

## Reparto
| Personaje           | Actor de doblaje      | Actor de doblaje / | Actor de doblaje  |
| ------------------- | --------------------- | ------------------ | ----------------- |
| Frida               | Sigourney Weaver      | Susana Zabaleta    | Licia Alonso      |
| Cenicienta          | Sarah Michelle Gellar | Natalia Rosminati  | Ana Esther Alborg |
| Rick                | Freddie Prinze, Jr.   | Diego Brizzi       | David Robles      |
| Mago                | George Carlin         | Gustavo Bonfigli   | Eduardo Moreno    |
| Rumpelstiltskin     | Michael McShane       | Carlos Celestre    | Carlos Ysbert     |
| Príncipe Humperdink | Patrick Warburton     | René Sagastume     | Luis Bajo         |
| Mambo               | Andy Dick             | Facundo            | Guillermo Romero  |
| Munk                | Wallace Shawn         | Miguel Galván      | Rafa Romero       |